# Dora Stock
Dora (Doris, Dorothea) Stock (Norimberga, 6 marzo 1760 – Berlino, 30 marzo 1832) è stata un'artista tedesca.
Specializzata in ritrattistica, fu al centro di una famiglia molto colta in cui erano ospiti un gran numero di artisti, musicisti e scrittori; tra i suoi amici e conoscenti vi furono alcune delle figure più eminenti dei suoi tempi, tra cui Goethe, Schiller e Mozart.

## Biografia

### Infanzia
Nacque a Norimberga da un incisore su rame di nome Johann Michael Stock (1737–1773). Nel 1756 Johan Stock sposò una vedova di cinque anni più anziana di lui, Maria Helen Endner, nata Schwabe (1733–1782), che aveva già avuto un figlio, Georg Gustav, dal suo precedente matrimonio. Dora fu la prima delle due figlie nate da questo matrimonio; due anni dopo nacque la sorella minore Anna Maria Jakobina, detta Minna (11 marzo 1762 - 1843).
Quando Dora ebbe cinque anni, suo padre fu assunto a Lipsia come incisore e illustratore per la società di stampa ed editrice Breitkopf; la sua famiglia lo seguì trasferendosi a Lipsia pochi mesi dopo. La famiglia Stock non era benestante. Vissero in stanze mansardate al quinto piano di un edificio i cui piani inferiori furono occupati dalle tipografie Breitkopf. Il padre lavorava nella stanza di fronte, dove c'era un'ampia illuminazione delle finestre, circondato dalla sua famiglia. 
Come era comune per i bambini all'epoca (soprattutto le ragazze) Dora non andava a scuola; tuttavia, un ministro locale le insegnò le abilità di base di lettura e aritmetica e sua madre le insegnò la musica; a casa loro c'era un modesto pianoforte. Anche la ricca famiglia Breitkopf la invitò spesso a casa loro, dove giocò con i bambini che ricevettero un'istruzione più consistente.

### Goethe
A partire da quando Dora ebbe sei anni, la sua casa fu visitata molto spesso da Johann Wolfgang von Goethe, che sarebbe poi diventato la figura preminente della letteratura tedesca, ma che all'epoca era un sedicenne che studiava giurisprudenza all'università. Goethe prese dal padre di Dora lezioni di disegno e incisione.
Il giovane Goethe insegnò a Dora il teatro e guidò spettacoli domestici in cui Dora prese parte. Nel complesso, tuttavia, la sua presenza nella famiglia Stock fu dirompente e sconvolgente. In un episodio tipico, nel periodo natalizio Goethe indusse il cane di famiglia a mangiare il doce ritraente Gesù bambino. Goethe richiese anche a Dora e Minna di fare da vedette ogni volta che intratteneva compagnia femminile e (per la preoccupazione della famiglia) portò il padre a bere a Auerbachs Keller, una scena in seguito immortalata in Faust.
Goethe incontrò più volte Dora e Minna adulte negli anni successivi e rimase in rapporti amichevoli con loro; tuttavia Dora non dipinse mai il suo ritratto.

### Formazione
L'adolescente Goethe offrì consigli al padre di Dora su come allevare le sue figlie: "[addestratele] nient'altro che l'arte delle pulizie, lasciate che siano delle brave cuoche, quello sarà il meglio per i loro futuri mariti". Suo padre però non aveva queste intenzioni, così Dora apprese assiduamente le arti del disegno e dell'incisione al banco di lavoro; fu evidentemente la sua allieva principale. Successivamente Dora studiò con Adam Friedrich Oeser e (forse) Anton Graff, entrambi pittori. Dopo la morte di suo padre nel 1773, Dora fu in grado di aiutare a mantenere a galla la famiglia, insieme al suo fratellastro maggiore, continuando il rapporto d'affari della famiglia con Breitkopf.<

### Vita privata
Alla fine dell'adolescenza ebbe due pretendenti, entrambi rifiutati. Nel 1780, all'età di 20 anni, si fidanzò con un sedicenne, il futuro scrittore Ludwig Ferdinand Huber. Poiché Huber non aveva mezzi per mantenere una famiglia il fidanzamento fu molto lungo. Nel 1788 Huber partì per un incarico diplomatico a Magonza; tuttavia, piuttosto che rendere possibile il matrimonio, lo portò alla cancellazione: Huber iniziò una relazione con Therese Forster, la moglie abbandonata di Georg Forster, che Dora scoprì solo nel 1792. In seguito a questo evento, che Siegel definì devastante, Dora non fece ulteriori progetti di matrimonio e rimase nubile per il resto della sua vita.

### Stock e i Körner

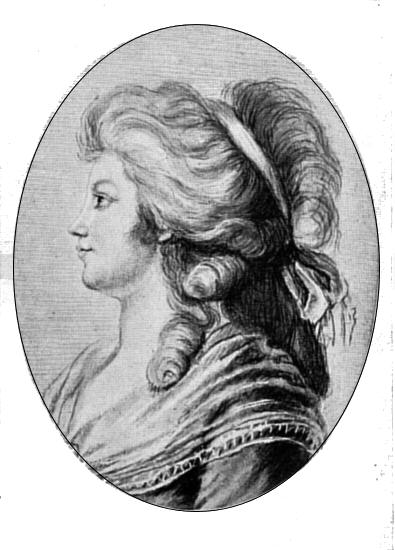
Minna Körner, ritratta da sua sorella Dora. Körnermuseum, Dresda.

Per tutta la vita Dora fu molto vicina a sua sorella minore Minna. Minna si fidanzò con Christian Gottfried Körner poco dopo aver conseguito la laurea; i due giovani tuttavia non poterono sposarsi a causa delle strenue obiezioni del padre benestante di Körner, che non sopportò l'idea che suo figlio Gottfried si sposasse con una "ragazza del negozio".
Nel 1785 il padre di Körner morì, lasciando al figlio una consistente eredità. Ciò rese possibile il matrimonio tra Gottfried e Minna: si sposarono il 7 agosto e si trasferirono a Dresda, dove Körner aveva precedentemente assunto un incarico legale minore (alla fine raggiunse un grado maggiore, consigliere concistoriale). Dopo la luna di miele, Dora si trasferì con loro, occupando una piccola camera da letto e sistemando il suo apparato pittorico nel soggiorno comune.
Gottfried, Minna e Dora trasformarono la propria casa in un importante centro culturale. Robert Riggs scrisse che "La casa Körner a Dresda... divenne un salotto letterario e musicale. Sono state lette opere teatrali e saggi; Sono state eseguite cantanti e musica da camera; e si tenevano conferenze sull'arte. Ospiti e partecipanti includevano Johann Gottfried von Herder, Goethe, Wilhelm von Humboldt, i fratelli Schlegel, Ludwig Tieck, Novalis ei musicisti Johann Naumann, Johann Hiller, Karl Zelter, Mozart e Weber." I Körner ebbero due figli sopravvissuti all'infanzia. Entrambi ebbero vite brevi ma di grande successo: Emma Körner (1788–1815), che divenne un'abile pittrice, e Theodor Körner (1791–1813), che divenne un famoso poeta-soldato. Dora credde ed educò entrambi i bambini e dipinse dei loro ritratti.

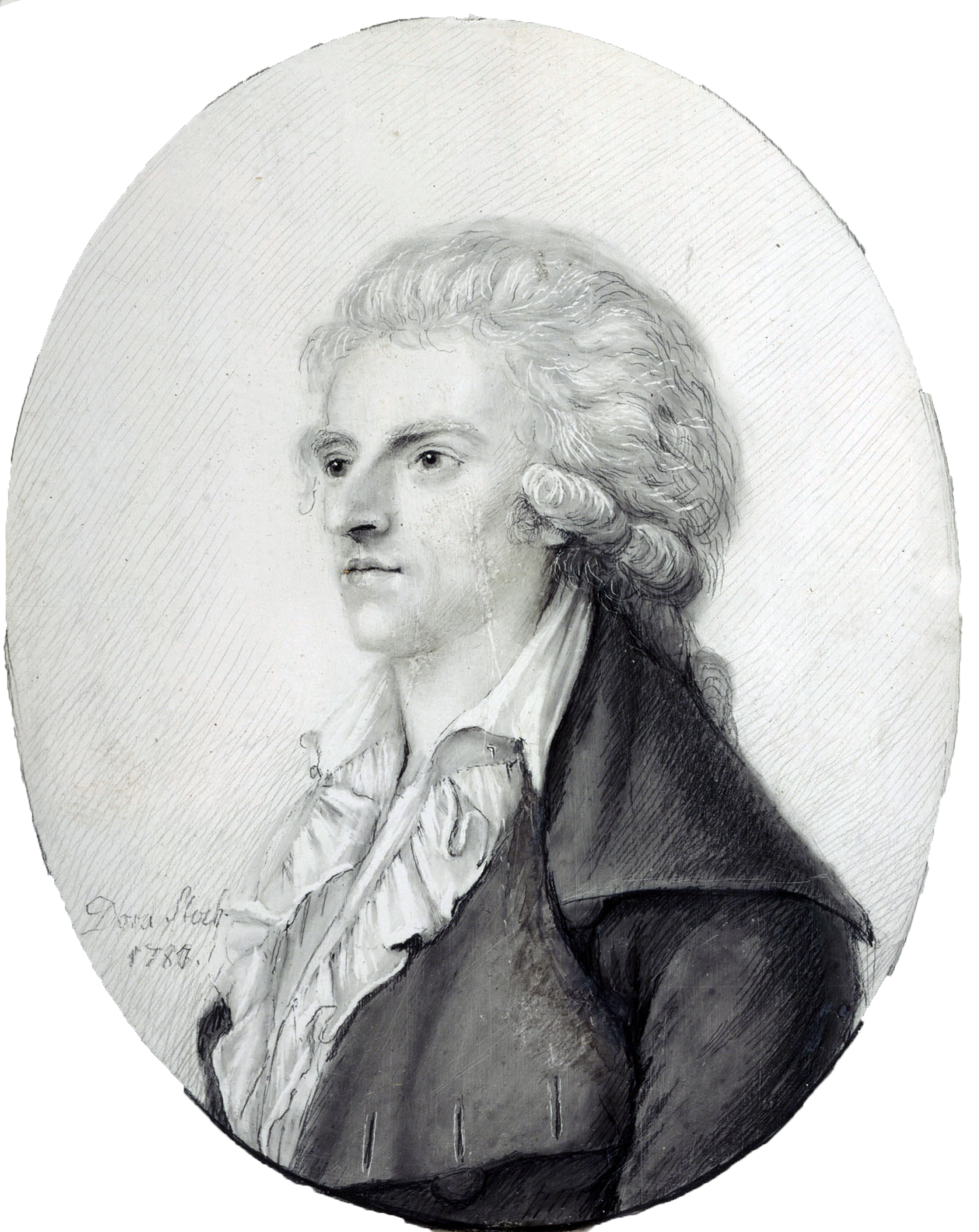
Ritratto di Stock di Friedrich Schiller del 1787

### Rapporto con Schiller
A partire dal 1784 Dora, Huber, Minna e Körner fecero amicizia con il poeta Friedrich Schiller. L'amicizia iniziò con un'idea di Dora, l'invio di un pacco anonimo di regali simbolici (il contributo di Dora era un ritratto in miniatura di ciascuna delle quattro). Questo gesto rincuorò molto Schiller, stimolando il suo umore in una difficile fase iniziale della sua carriera. Nel 1785 visitò il gruppo e andò in vacanza con loro a Loschwitz, un villaggio rurale fuori Dresda, alla fine vivendo per due anni nella famiglia Körner e rimanendo un amico per tutta la vita. Dora produsse tre ritratti di Schiller.
In casa Körner Gottfried costruii un piccolo teatro per produzioni teatrali familiari, che secondo Siegel furono abbastanza buone da attirare professionisti del teatro dal pubblico. Poiché Schiller fu un amico intimo, questo teatro servii come luogo per le prime (private) di una serie di sue opere teatrali ancora inedite; Siegel osservò che Theodor Körner fu il primo a interpretare la parte di Guglielmo Tell, e la stessa Stock fu la prima Giovanna d'Arco (ne La Pulzella d'Orléans). Stock fu anche "regista, direttore di scena e allenatore dei bambini".

### Attività artistica

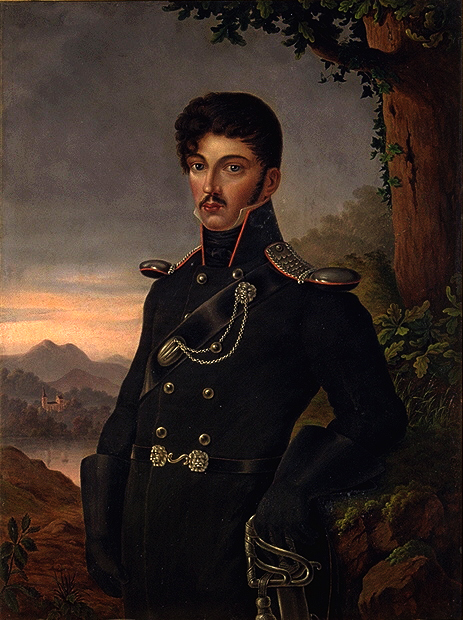
Il ritratto postumo di Dora Stock (1815) del nipote Theodor Körner. Viene mostrato nella sua uniforme dei Freikorps, in piedi sotto una quercia.

L'arte di Dora Stock consistette quasi interamente in ritratti. Linda Siegel, la biografa di Stock, descrive e valuta in dettaglio questi dipinti; a grandi linee, li giudica come opere profondamente ponderate, notevoli per la loro onestà e realismo e non sempre lusinghiere per i loro soggetti. Un recensore anonimo del libro di Siegel dice di Stock che "si è ritratta dalla vanità o dall'esagerazione, valori che sono evidenti nei suoi ritratti estremamente competenti e brutalmente onesti".
Stock lavorò di preferenza con tre tecniche: pastelli, oli e punta d'argento. Era una copista di talento e, secondo Siegel, "non poteva tenere il passo con il numero di richieste di copie di opere nella Galleria dei dipinti di Dresda".
Fu membro dell'Accademia d'arte di Dresda, dove espose le sue opere per cinque volte durante gli anni 1800-1813.

### Ultimi anni
Gli anni 1813-1815 furono difficili e tragici per Stock. Dresda fu nel caos dalle fasi terminali delle guerre napoleoniche, con le case (inclusa la casa Körner) rilevate dai soldati francesi e un gran numero di morti civili. Il nipote di Stock, Theodor, che si offrii volontario per i Freikorps per combattere contro Napoleone, morì in azione (1813); e la nipote Emma morì di una breve malattia due anni dopo, lasciando i Körner senza figli. Stock, che fu come una seconda madre per i figli di sua sorella, fu devastata quanto Minna e Gottfried. Alla fine, Gottfried entrò in conflitto con Federico Augusto, sovrano di Sassonia, e perse il lavoro.
Nel 1815 i tre si trasferirono a Berlino, dove Gottfried aveva trovato un posto come impiegato statale, e lì trascorse il resto della sua vita. Smise di dipingere o disegnare dopo il 1821 circa, a causa di una malattia.

## Il ritratto di Mozart

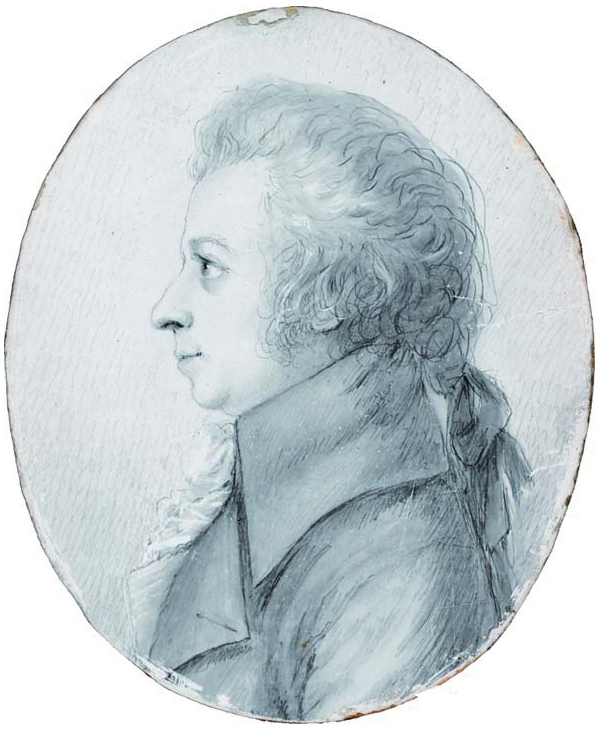
Ritratto di Mozart del 1789 di Dora Stock

Probabilmente il più famoso di tutti i ritratti di Stock è la sua interpretazione di Wolfgang Amadeus Mozart. Questo potrebbe essere l'ultimo ritratto di Mozart realizzato dal vero ed è stato ampiamente riprodotto.
Nell'aprile 1789, quando realizzò questo ritratto, Dora Stock viveva a Dresda con Minna e Gottfried, immaginando ancora di essere fidanzata con il lontano Huber. In quel periodo Mozart stava passando per la città e dava concerti, come parte del viaggio a Berlino che fece durante la primavera del 1789. Il 16 o il 17 aprile 1789 Mozart fece una visita sociale a casa Körner. Stock colse l'occasione per disegnare un ritratto di Mozart in punta d'argento su tavola d'avorio, qui mostrato.
Apparentemente la punta d'argento non era molto praticata all'epoca; Dora potrebbe aver imparato la tecnica da suo padre.
Il ritratto è piuttosto piccolo: 7,6 per 6,0 centimetri.

### Storia del ritratto
Albi Rosenthal, l'ex proprietario dell'immagine, indica che il ritratto fu conservato da Friedrich Körner (che non identifica) per circa 50 anni dopo che fu realizzato. La sua ulteriore storia fu data dal quotidiano tedesco Die Welt: "il quadro è passato dai Körners al direttore d'orchestra Carl Eckert; seguito fu posseduto da Henri Hinrichsen, il proprietario della casa editrice musicale CF Peters di Lipsia. Fu assassinato ad Auschwitz nel 1942. I suoi eredi consegnarono la foto alla famiglia Rosenthal come ringraziamento per il loro aiuto."
Albi Rosenthal morì nel 2004. Alla fine del 2005 i suoi eredi vendettero il quadro al Mozarteum di Salisburgo per 250.000 sterline inglesi. Essendo molto fragile, è conservato nelle volte protettive del museo; solo una replica è in mostra.

### L'aneddoto di Stock su Mozart
Molto tempo dopo la sua morte, Gustav Parthey pubblicò un libro intitolato Jugenderinnerungen ("Rimembranza della giovinezza", 1871). Raccontò una storia sulla visita di Mozart che Dora Stock gli fu raccontata durante la sua vita:
Deutsch nota che l'aneddoto probabilmente esagera il numero di volte in cui Mozart visitò la casa dei Körner. La casa era sulla strada di Dresda ora chiamata Körnergasse.